# Bassin de Wanganui
Ne doit pas être confondu avec Te Whanganui.
Le bassin de Wanganui ou de Whanganui est un bassin sédimentaire situé en Nouvelle-Zélande. Il est en partie immergé sous la baie de Tasman et en partie émergé sur la partie sud-ouest de l'île du Nord.

## Localisation et caractéristiques
Le bassin de Wanganui est situé en Nouvelle-Zélande centrale, entre le bassin de Taranaki (en) au nord-ouest et les monts Tararua au sud-est.

## Stratigraphie
Le bassin de Wanganui contient l'un des enregistrements stratigraphiques marins du Néogène tardif les plus complets du monde. L'épaisseur cumulée des sédiments est de deux kilomètres, correspondant aux derniers 2,5 millions d'années. Cette épaisseur correspond à quarante-sept cyclothèmes successifs, correspondant à des fluctuations glacio-eustatiques successives.
La stratigraphie du bassin de Wanganui s'appuie notamment sur une biostratigraphie extrêmement riche ; toutefois, la diversité même du nombre, plus de cinq mille, contraint les études menées à une grande prudence. En effet leur concentration témoigne d'environnements beaucoup plus restreints que la moyenne. Néanmoins, la présence d'un grand nombre de mollusques facilite la datation des roches et la distinction notamment de celles du Pléistocène et du Pliocène.
Ainsi, 103 espèces de bryozoaires couvrant les seules périodes du pliocène et du pléistocène ont été recensées dans les séquences du bassin de Wanganui, dont 77 cheilostomata et 26 cyclostomata.

## Historiographie
La première étude sur le bassin de Wanganui est menée en 1953 par Charles Alexander Fleming. Fin connaisseur de la zone qu'il avait découverte en 1930 et sur laquelle il avait mené des premières recherches en 1942, il y étudie la stratigraphie — en particulier la reconnaissance des strates de la série de Wanganui —, la paléontologie et la paléoécologie,.
Le bassin de Wanganui a permis à la stratigraphie de fortement se développer : y ont été isolés et décrits par Fleming notamment les étages Waipipien, Waitotarien (ou Mangapanien), Hautawaïen, Nukumaruien, Okehuien et Castlecliffien. Des études postérieures ont ensuite affiné ou modifié cette classification.